# Abd Allah Ibn al-Mukaffa
Abd Allah Ibn al-Mukaffa, arab. عبد الله ابن المقفع, (ur. ok. 721/103 A.H. w Gor, dzis. Firuzabad w ostanie Fars - zm. ok. 757/139 A.H. w Basrze) - pierwszy wielki arabski prozaik oraz teoretyk polityki pochodzenia perskiego.

## Życie
Był synem Persa szlachetnego pochodzenia, będącego urzędnikiem średniego szczebla w służbie Umajjadów, który przed przejściem z manicheizmu na islam i przyjęciem arabskiego imienia Mubarak nosił perskie imię Dadoe (albo Dadoje). Podobnie Ibn al-Mukaffa przed swoim dosyć późnym przejściem na islam nosił typowo perskie imię Ruzbeh (Rozbeh). Będąc w Basrze Mubarak zadbał o to by jego syn uzyskał dobrą znajomość języka arabskiego i wkrótce ten zaczął się obracać w kręgach literackich. Od roku 743 służył jako urzędnik umajjadzkich gubernatorów, po przejęciu zaś władzy przez Abbasydów związał się ze stryjami dwóch pierwszych kalifów z tej dynastii, braćmi Isą Ibn Alim i Sulajmanem Ibn Alim. W roku 754 brat Isy i Sulajmana, Abd Allah Ibn Ali, zbuntował się przeciwko nowemu kalifowi Al-Mansurowi, po tym zaś jak poniósł klęskę schronił się w Basrze pod opieką będącego jej namiestnikiem Sulajmana. Początkowo godzący się z taką sytuacją kalif postanowił ją zmienić po umocnieniu swojej pozycji. Wtedy Sulajman zażądał listu żelaznego (aman) dla swojego brata, zaś odpowiedni dokument sformułował służący mu Ibn al-Mukaffa. Oburzony jego treścią kalif zastąpił Sulajmana na stanowisku namiestnika Basry Sufjanem Ibn Mu'awiją, który był osobistym wrogiem Ibn al-Mukaffy, oraz pozwolił Sufjanowi zabić tego ostatniego. Prawdopodobnie Ibn al-Mukaffa zginął po wymyślnych torturach. Wydaje się, że formułowane wobec niego podejrzenia, że w ukryciu nadal praktykuje manicheizm nie odegrały żadnej roli w jego upadku, który miał przyczyny czysto polityczne.

## Twórczość
Ibn al-Mukaffa jest znany przede wszystkim z racji swoich przekładów z języka średnioperskiego na arabski. Najważniejszym z tych przekładów jest bez wątpienia Kalila i Dimna, zbiór bajek stanowiący tłumaczenie dzieła Borzoje, VI-wiecznego lekarza na sasanidzkim dworze, które miało swoje źródło w indyjskiej Pańćatantrze. Chociaż posiadamy wiele arabskich kopii Kalili i Dimny, to najwcześniejsza z nich powstała około pięć wieków po śmierci Ibn al-Mukaffy i według wszelkiego prawdopodobieństwa znacznie odbiega od pierwowzoru. Wiemy jednak, że Kalila i Dimna stała się wzorem artystycznej prozy arabskiej. Ibn al-Mukaffa przełożył na arabski także m.in. Chudajname (Księga Królów), epos w półlegendarnej formie przedstawiający historię Iranu, Księgę Mazdaka, przedstawiającą dzieje tego irańskiego reformatora religijnego, w formie jednak bardzo ubarwionej, oraz perskie "zwierciadło dla książąt", czyli podręcznik sprawowania władzy. Posiadamy jedynie nieliczne urywki tych dzieł.
Ibn al-Mukaffie przypisuje się autorstwo dwóch arabskich dzieł oryginalnych omawiających zagadnienia polityki: Al-Adab al-kabir (Pouczenie w sprawach wielkiej wagi) oraz Al-Adab as-saghir (Pouczenie w sprawach małej wagi), jednak tylko pierwsze z nich rzeczywiście wyszło spod jego pióra. Ponadto napisał on także poświęcony raczej specyficznym problemom przed jakimi stawał nowy reżim krótki traktat Risalat as-sahaba (List o towarzyszach Mahometa). W dziełach tych starał się on przenieść na grunt arabski perskie tradycje sprawowania władzy, przy czym charakteryzują się one raczej pragmatycznym podejściem do polityki.
Według Encyclopaedia of Islam: "Jego dzieła, zarówno przekłady jak i te oryginalne, szybko stały się klasyczne w wielkiej Abbasydzkiej cywilizacji i zarówno ich forma jak i przedmiot wywarły wpływ, którego nie da się przecenić, na kulturalne zainteresowania i ideały następnych pokoleń".